# Moshulu
Le Moshulu (ex-Kurt) est un quatre-mâts barque à coque acier, construit en 1904 par William Hamilton and Company sur les chantiers la rivière Clyde en Écosse.
Il est amarré, depuis 1970, au complexe de Penn's Landing à Philadelphie. Il sert de restaurant flottant à côté des bateaux-musées de l'Independence Seaport Museum.

## Histoire

### Sous le nom deKurt[1]
Lancé en 1904 pour le compte de la GHJ Siemers & Co, il a été construit pour le commerce des nitrates. Initialement nommé Kurt du nom du Dr Kurt Siemers, directeur général et président de la Compagnie de navigation de Hambourg, il a été, avec son sister-ship Hans, le dernier quatre-mâts barque en acier à être construit sur les chantiers de la Clyde en Écosse. 

Son premier commandant était le capitaine Christian Schütt. Il a été suivi, en 1908, par le capitaine Wolfgang HG Tönissen  qui a fait un voyage rapide de 31 jours de Newcastle, en Australie, à Valparaíso (Chili) avec une cargaison de charbon.
Entre 1904 et 1914, le Kurt transporte du charbon du Pays de Galles en Amérique du Sud, le nitrate du Chili en Allemagne, du charbon d'Australie au Chili, et du coke au Mexique.
Durant la Première Guerre mondiale, le Kurt, commandé par le capitaine W. Tönissen fait route vers l'Oregon ; il fait escale  à Astoria avant d'être saisi par les États-Unis entrés en guerre en 1917. Il a été rebaptisé Dreadnought (« qui ne craint  rien »).

### Sous le nom deMoshulu[1]
Mais, parce qu'il y avait déjà un voilier de ce nom enregistré aux États-Unis, il est rebaptisé Moshulu (qui a la même signification en langue seneca) par Edith Wilson.
Entre 1917 et 1920, le Moshulu toujours détenu par l’U.S. Shipping Board, transporte laine et chrome entre l'Amérique du Nord, Manille et l'Australie.
De 1920 à 1935, le Moshulu passe entre diverses mains du secteur privé basé à San Francisco. De 1920 à 1922, il appartient à la Moshulu Navigation Co. (de Charles Nelson & Co.). En 1922, il est vendu à James Tyson de San Francisco, et racheté la même année par Charles Nelson.  
Durant cette période de 1920 à 1928, il fera le commerce du bois le long de la côte ouest des États-Unis, en Australie et en Afrique du Sud. 
Après son dernier transport de bois à Melbourne et Geelong, en 1928, à cause de la concurrence des bateaux à vapeur, il a été mis successivement à quai à Los Angeles, puis au Lake Union près de Seattle, État de Washington, à Windslow au Puget Sound, et enfin à Esquimalt, en Colombie-Britannique, Canada.
En 1935, le Moshulu a été acheté pour 12 000 $ par Gustaf Erikson pour le commerce des céréales entre l'Australie et l'Europe. Le 14 mars 1935, lorsque le contrat a été signé, le capitaine Gunnar Boman reprend le navire et l'emmène à Port Victoria en Australie. 
En 1937, l'acteur américain John Albright y navigue comme jeune marin.
Fin 1938, le navire quitte Belfast pour l'Australie avec à son bord Eric Newby (célèbre travel writer anglais), alors âgé de 18 ans, qui raconte son voyage sur le Moshulu dans The Last Grain Race publié en 1956. Le livre raconte avec humour les conditions de vie des jeunes apprentis marins engagés sur les derniers grands voiliers, dans des conditions de confort plus que spartiates. Le navire repart de Port Victoria pour atteindre le 10 juin 1939 Queenstown (Cobh) en Irlande, après 91 jours de mer, gagnant ainsi la dernière course de grains de grands voiliers entre l'Australie et l'Angleterre.
En 1940, le Moshulu, sous le commandement du capitaine Mikael Sjögren, en route pour  Kristiansand, Norvège avec une cargaison de blé de Buenos Aires, est saisi par les Allemands.
En 1947, il chavire dans une tempête près des côtes et échoue sur une plage près de Narvik. Démâté, une société de sauvetage le stabilise avant qu'il puisse être remorqué à Bergen en juillet 1948. La coque du navire a été vendue à Trygve Sommerfeldt, d'Oslo.
Quelques mois plus tard, le navire a été transféré à Stockholm, en Suède pour être utilisé comme magasin à grain de 1948 à 1952. Puis il a été vendu à l'armateur allemand Heinz Schliewen. En 1953, le Moshulu a été revendu, par Schliewen à l'Union des agriculteurs suédois (Svenska Lantmännens Riksförbund) de Stockholm, pour être utilisé de nouveau comme un entrepôt flottant.
En 1961, le gouvernement finlandais rachète le navire entrepôt, et le remorque à Naantali, une municipalité de Turku, et l'utilise comme silo.
En 1970, le navire a été acheté par l'American Specialty Restaurants Corporation. Il est gréé en Hollande avec de faux mâts, et finalement remorqué à South Street Seaport, New York, puis il est transféré définitivement à Philadelphie, au complexe de Penn's Landing, à côté des bateaux-musées de l'Independence Seaport Museum, USS Olympia et USS Becuna ou il sert de restaurant flottant.
Le Moshulu a aussi été utilisé dans les films Rocky, Le Parrain 2, ainsi que dans la scène de fin du film Blow Out.